# Gajan (patriarcha Aleksandrii)
Gajan – chalcedoński patriarcha Aleksandrii w latach 536–537. Został obalony i zesłany na Sardynię.